# Sonderwirtschaftszone Goldenes Dreieck
Die Sonderwirtschaftszone Goldenes Dreieck (englisch: Golden Triangle Special Economic Zone; laotisch: ເຂດເສດຖະກິດພິເສດສາມຫຼ່ຽມຄຳ) ist eine Sonderwirtschaftszone innerhalb der Provinz Bokeo im Nordwesten von Laos, die entlang des Mekong an Thailand und Myanmar grenzt. Die Zone hat eine Fläche von etwa 3000 Hektar und wurde 2007 von der laotischen Regierung zusammen mit dem in chinesischem Besitz befindlichen und in Hongkong registrierten Unternehmen Kings Romans Group gegründet, in der Hoffnung, die wirtschaftliche Entwicklung der Region zu fördern.
Die Sonderwirtschaftszone liegt innerhalb des Goldenen Dreiecks, das Laos, Thailand und Myanmar verbindet, und wird seit seiner Gründung mit dessen Drogenhandel, aber auch anderen kriminellen Aktivitäten wie Geldwäsche, Fraud Factorys, Wildtier- und Menschenhandel assoziiert. Das Gebiet wird vom Kings Romans Casino dominiert, das vor allem chinesische Besucher anzieht, sowie von mehreren Hotels. Die Entwicklung ist Teil eines größeren Trends der Entstehung von Casinos in der Mekong-Region, nachdem Geldwäsche 2014 weitestgehend aus Macau verdrängt wurde.

## Tourismus
Am 5. Februar 2024 wurde eigens für die Sonderwirtschaftszone der Flughafen Bokeo eröffnet. Nördlich der Zone befindet sich ein Grenzübergang von Laos. Dieser wird mit Booten vom thailändischen Chiang Saen aus bedient. Visa on Arrival nach Laos ist möglich. Vom Grenzübergang verkehren Shuttlebusse und Taxis in die Zone. Das letzte Boot verlässt den Grenzkontrollpunkt Richtung Thailand um 20 Uhr. Die Zone kann auch über den Landweg von laotischer Seite her erfolgen. Es gibt Kontrollstellen der Zonenverwaltung. Die Zonenverwaltung weist Besucher mit US-amerikanischem Pass zurück. Hotels können (Stand 2025) nicht über das Internet gebucht werden. Grundsätzlich kann nur mit chinesischer Währung bezahlt werden. Viele Kreditkarten westlicher Herkunft funktionieren nicht mit Geldautomaten in der Zone. Thai und chinesische Geldkarten funktionieren in der Regel. Für Tagesbesucher ist zu beachten, dass eine Einreise von Thailand aus einen Grenzübertritt nach Laos darstellt. Ein neues Visum ist für Thailand bei der Wiedereinreise notwendig. 

## Bilder

Golfanlage